# Les Nuls

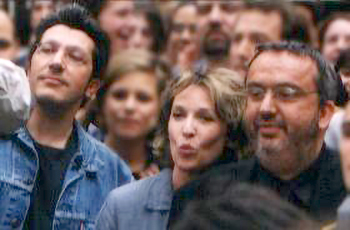
Les Nuls fotografiados en junio de 1999 frente a los locales del canal Comédie durante el último episodio de La Grosse Émission.

Les Nuls fue un grupo de humoristas franceses surgido a finales de los 80 en la cadena de televisión Canal+. Su composición original era Bruno Carette, Alain Chabat, Dominique Farrugia y Chantal Lauby.

## Historia del grupo
Su primera intervención tuvo lugar en Les rescapés du crypté, una serie que parodiaba la exploración espacial y que tras varios días de difusión se convirtió en Objectif: nul, con constantes guiños a Tintin y Star Trek. Los actores que participaron fueron Bruno Carette, Alain Chabat, Chantal Lauby, Alexandre Pottier y Blats; colaborando Dominique Farrugia en la escritura de los guiones pero sin aparecer casi en pantalla. La emisión recibió el premio Sept d'or al mejor programa de humor en TV en 1987.
Es en ese mismo año cuando el cuarteto toma forma adoptando, un poco a su pesar, el nombre surgido de la serie (Les Nuls). Con el comienzo del curso 1987-88 realizan un falso noticiero en directo, el JTN, donde emiten falsos anuncios publicitarios y sketches varios, emitiéndose como parte de la mítica emisión Nulle Part Ailleurs que en aquel entonces estaba empezando.
La temporada 1988-89 deciden tomarla sabática y son reemplazados en antena por Les Arènes de l'Info (que con el tiempo acabarán convirtiéndose en Les Guignols de l'info, madre de la española Las noticias del guiñol). Sin embargo la cadena les pide entregar tres proyectos a lo largo del año. Sólo entregarán dos: TVN 595 y La nuit la plus nuls. En 1989, un nuevo Sept d'or recompensará la emisión TVN 595 y la télévision des Nuls.
Pese a la muerte de Bruno Carrete a finales de 1989 el 1990 lanzan nuevas emisiones en Canal+. Al principio Histoire(s) de la télévision y posteriormente Les Nuls l'émission, una especie de Saturday Night Live a la francesa cuya emisión se realiza íntegramente en directo con un invitado que participa en los sketches. Se recuperan igualmente los famosos anuncios falsos y una nueva versión del JTN, les Nuls : l'édition. En 1991 verán recompensado el programa con un nuevo Sept d'or, en este caso a la mejor emisión en directo.
Al terminar la temporada de 1992 de les Nuls : l'émission deciden separarse continuando por separado carreras ligadas a la televisión y el cine. Vuelven a unirse en 1994 para grabar La Cité de la peur, una parodia de las películas de terror que se ha convertido en todo un clásico del cine de humor francés actual.

## Obra

### Emisiones en Canal+
- Objectif : nul, 1987, 50 episodios, Sept d’or al programa de humor.
- Le JTN (Journal télévisé nul), dentro del espacio Nulle part ailleurs, temporada 1987-1988.
- T.V.N. 595, 26 de noviembre de 1988, una jornada de televisión vista por Les Nuls, Sept d’Or al espacio de entretenimiento
- La Nuit la plus Nuls, 18 de marzo de 1989.
- A.B.C.D. Nuls, de agosto a diciembre de 1989 (suspendido tras la muerte de Carette).
- Nulle part ailleurs, homenaje a Bruno Carette, 11 de diciembre de 1989.
- Histoire(s) de la Télévision, marzo a junio de 1990.
- Les Nuls l’émission, octubre de 1990 a marzo de 1992, 56 episodios, Sept d’Or 1991 a la emisión en directo.
- Et la fête continue, 28 de marzo de 1992, celebración del final de Les Nuls l’émission.
- 10 ans de censure, 4 de noviembre de 1994, sketches anti-Canal+ emitidos en Nulle part ailleurs para celebrar los 10 años de la cadena.
- JTN, 31 de diciembre de 1999, dentro del Jamel Show, con la ocasión del fin del año 2000 (presentado por Alain Chabat sólo).

### Emisiones en otras cadenas
- 1988 : Champs-Élysées presentado por Michel Drucker, el JTN una tarde en France 2.
- 1991 : Ceremonia de los Sept d’Or en Antenne 2 y un noticiero al estilo de Les Nuls l’émission.
- 1995 : Les Enfoirés (espectáculo de beneficencia) en TF1 y tres noticieros al estilo de Les Nuls l’émission.
- 2005 : "L'Edition" (noticiario de "Les Nuls L'émission") con Pénélope Solète (Chantal Lauby) y Maurice Chevalier (Alain Chabat) dentro del programa Samedi soir avec... especial Jamel Debbouze presentado por Michel Drucker. Una edición inédita escrita especialmente por Alain Chabat, Dominique Farrugia, Chantal Lauby y Kader Aoun.

### Cine
- La Cité de la peur. Realizada por Alain Berbérian en 1994. Escrita e interpretada por Les Nuls.

### Radio
- Philippe Aubert 7h/9h. Europe 2, septiembre de 1992-junio de 1993 (introducen pequeños spots cada mañana en la emisión de Philippe Aubert)

- Le Zouzouk, Europe 1, octubre de 1994-junio de 1995 (coautores junto a Michel Hazanavicius y Dominique Mézerette)